# Shirley Summerskill
Shirley Catherine Wynne Summerskill (Londres, 9 de septiembre de 1931) es una política del Partido Laborista británico y exministra de gobierno, que fue miembro del Parlamento de Halifax de 1964 a 1983.

## Biografía
Summerskill nació en Londres, hija del Dr. E. Jeffrey Samuel y Edith Summerskill, siendo esta última diputada laborista y ministra en el gobierno de Clement Attlee. Shirley se educó en St Paul's Girls 'School y Somerville College, Oxford, y se formó como doctora en el Hospital Saint Thomas. Fue miembro de la Asociación Médica Socialista y del Sindicato de Médicos. En la década de 1950, Edith escribió una serie de cartas a su hija Shirley, Letters to My Daughter (1957), principalmente relacionadas con su interés compartido en los derechos de la mujer.

## Carrera parlamentaria
Después de impugnar sin éxito las elecciones parciales de 1962 en Blackpool North, Summerskill fue elegida miembro del Parlamento por Halifax en las elecciones generales de 1964. Después de ser ministra laborista de Salud en la sombra de 1970 a 1974, fue ministra en el Ministerio del Interior durante todo el gobierno laborista de 1974 a 1979, bajo la dirección de dos secretarios del Interior, Roy Jenkins y Merlyn Rees. En 1980, fue entrevistada por el programa de actualidad Panorama de la BBC sobre los preparativos de Gran Bretaña para un ataque nuclear.
Cuando los laboristas regresaron a la oposición después de la victoria de los conservadores en las elecciones generales de 1979, Summerskill se convirtió en portavoz de la oposición en asuntos del Ministerio del Interior. Perdió su escaño en las elecciones generales de 1983 ante el conservador Roy Galley.

## Fuera del Parlamento
Summerskill es autora de dos novelas, A Surgical Affair (1963) y Destined to Love (1986). En Who's Who, enumeró sus recreaciones como música, lectura y asistencia a clases de literatura. Fue funcionaria médica del Servicio de Transfusión de Sangre de 1983 a 1991.

## Vida personal
Sumerskill se casó con el abogado y futuro diputado laborista John Ryman en 1957; se divorciaron en 1971.
Su sobrino, Ben Summerskill, fue director ejecutivo de Stonewall, organización benéfica que lucha por la igualdad de los homosexuales en el Reino Unido, de 2003 a 2014.